# Nueva Zelanda en la Copa Mundial de Rugby de 1987
Los All Blacks fueron locales y uno de los 16 países participantes de la Copa Mundial de Rugby de 1987, la primera edición de la Copa del Mundo.
Lochore seleccionó a un equipo nuevo, con muchos jugadores debutantes, debido a las sanciones contra los integrantes de los New Zealand Cavaliers. El plantel es considerado el campeón más fuerte, de la era aficionada, en la historia del campeonato.

## Plantel
Lochore tuvo como asistentes a John Hart y Alex Wyllie. Posteriormente ambos serían entrenadores de los All Blacks.
|                           | Jugador            | Edad    | Posición      | Tests | Equipo                 |
| ------------------------- | ------------------ | ------- | ------------- | ----- | ---------------------- |
| Hookers y Pilares         |                    |         |               |       |                        |
| 3                         | John Drake         | 28 años | Pilar         | 2     | Auckland               |
| 2                         | Sean Fitzpatrick   | 24 años | Hooker        | 4     | Auckland               |
|                           | Richard Loe        | 27 años | Pilar         | 0     | Waikato Mooloos        |
| 1                         | Steve McDowall     | 25 años | Pilar         | 6     | Auckland               |
| Segundas líneas           |                    |         |               |       |                        |
|                           | Albert Anderson    | 26 años | Segunda línea | 5     | Canterbury             |
| 4                         | Murray Pierce      | 29 años | Segunda línea | 8     | Wellington Lions       |
| 5                         | Gary Whetton       | 27 años | Segunda línea | ?     | Auckland               |
| Alas y Octavos            |                    |         |               |       |                        |
|                           | Zinzan Brooke      | 22 años | Ala           | 0     | SS Lazio Rugby         |
|                           | Mark Brooke-Cowden | 24 años | Ala           | 2     | Auckland               |
|                           | Andy Earl          | 25 años | Octavo        | 3     | Canterbury             |
| 7                         | Michael Jones      | 22 años | Ala           | 1     | Auckland               |
| 8                         | Wayne Shelford     | 29 años | Octavo        | 2     | North Harbour          |
| 6                         | Alan Whetton       | 27 años | Ala           | 5     | Auckland               |
| Medios scrums             |                    |         |               |       |                        |
|                           | Bruce Deans        | 26 años | Medio scrum   | 0     | Canterbury             |
| 9                         | David Kirk         | 26 años | Medio scrum   | 10    | Benetton Rugby Treviso |
| Aperturas y Centros       |                    |         |               |       |                        |
|                           | Frano Botica       | 23 años | Apertura      | 6     | North Harbour          |
| 10                        | Grant Fox          | 25 años | Apertura      | 1     | Auckland               |
|                           | Bernie McCahill    | 22 años | Centro        | 0     | Auckland               |
| 13                        | Joe Stanley        | 30 años | Centro        | 6     | Auckland               |
| 12                        | Warwick Taylor     | 27 años | Centro        | ?     | Canterbury             |
| Fullbacks y Wings         |                    |         |               |       |                        |
|                           | Kieran Crowley     | 25 años | Fullback      | 8     | Taranaki Bulls         |
| 15                        | John Gallagher     | 23 años | Fullback      | 0     | Wellington Lions       |
| 11                        | Craig Green        | 26 años | Wing          | ?     | Canterbury             |
| 14                        | John Kirwan        | 22 años | Wing          | ?     | Benetton Rugby Treviso |
|                           | Terry Wright       | 24 años | Wing          | 2     | Auckland               |
| Entrenador: Brian Lochore |                    |         |               |       |                        |

## Participación
El anfitrión integró el grupo C con las potencias, en aquel entonces, de: la Azzurri, Fiyi y los Pumas. Los All Blacks aplastaron a Italia y los duros fiyianos con 70 puntos, siendo Argentina el rival más competitivo.
Kirwan le anotó a los europeos uno de los mejores tries en la historia, cuando tomó el balón en las 5 yd y esquivó a doce hombres. En el partido contra los Pumas Kirk sufrió un fuerte golpe que lo cortó y le hizo perder momentáneamente el conocimiento, pero siendo el capitán; se negó a dejar el campo para no quebrar el espíritu del equipo.

### Fase final
En los cuartos enfrentaron al XV del Cardo que contaba en sus filas con: Colin Deans, la leyenda Gavin Hastings, John Jeffrey, Roy Laidlaw y John Rutherford, además de algunos Leones más. Los escoceses solo lograron marcar un penal y cayeron 30–3.
Las semifinales los cruzó frente a los Dragones rojos, la sorpresa del torneo, con los jugadores John Devereux, Ieuan Evans, Robert Jones, Bob Norster y Dai Young. Nueva Zelanda recibió 6 puntos y anotó ocho tries para ganar el partido.
La primera final los vio disputarse el título contra Les Bleus. Pese a Serge Blanco, Pascal Ondarts y Philippe Sella; los franceses no pudieron derrotar al local y unos inspirados All Blacks triunfaron cómodamente.

## Legado
Destacaron las participaciones de: Kirwan, quien marcó el mejor try del torneo; tras una corrida de 90 m en la que esquivó un doce rivales, Jones; elegido el mejor ala de la historia y autor del primer try mundialista, Shelford por su agresivo juego y Kirk; como un ejemplo de gran capitán. Tres de ellos son considerados leyendas de este deporte e integran el World Rugby Salón de la Fama.
El plantel fue considerado el mejor en la historia del torneo, hasta la aparición de los Wallabies de Gales 1999. Actualmente es distinguido como el más fuerte del amateurismo y ergo, uno de los mejores de todos los tiempos.